# マウントジュリエット (テネシー州)
マウントジュリエット（Mt. Juliet）は、アメリカ合衆国テネシー州のウィルソン郡にある都市。人口は3万9289人（2020年）。州都ナッシュビルに隣接している。

## 歴史
入植が開始されたのは1835年と古いが、長らく農業地域として存在しており自治体設立の動きはなかった。1960年頃からナッシュビル都市圏の拡大に伴い住宅地の造成が始まった。1972年に法人化し「マウントジュリエット市」が誕生した。

## 交通

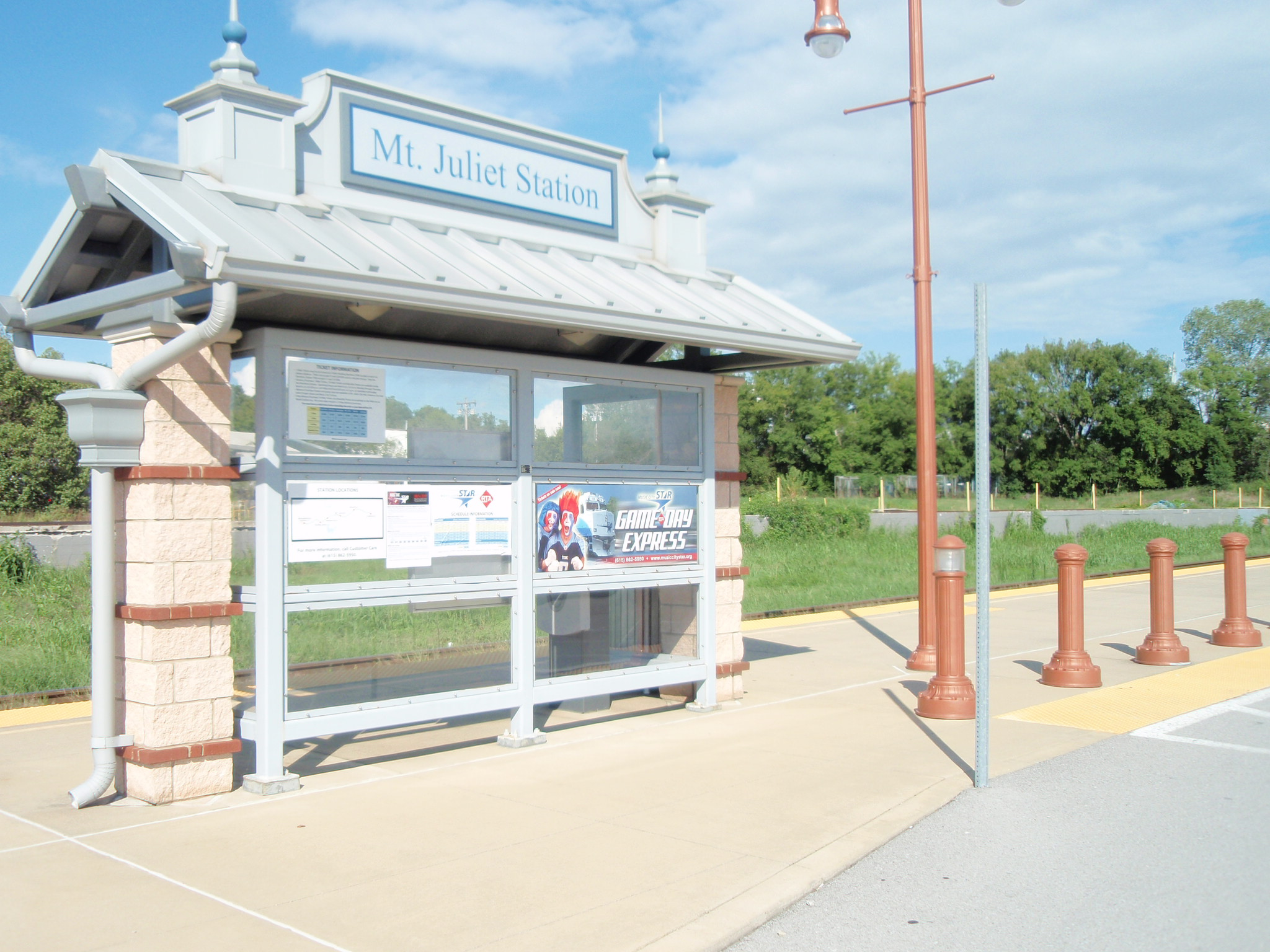
マウントジュリエット駅

- 州間高速道路40号線が最も重要な幹線道路である。国道70号線沿いは商業施設が多い。

- ウィゴー・スター（en:WeGo Star）という通勤列車の駅が2つあり、ナッシュビルに通勤できる。

## 住民
2020年アメリカ合衆国国勢調査によれば、マウントジュリエット市の平均世帯年収は約10万ドルでテネシー州内で最も裕福な自治体のひとつだった。